# 魏斯巴赫河 (薩拉赫河支流，施奈茨爾羅伊特)
47°41′18″N 12°48′08″E / 47.68839°N 12.80223°E

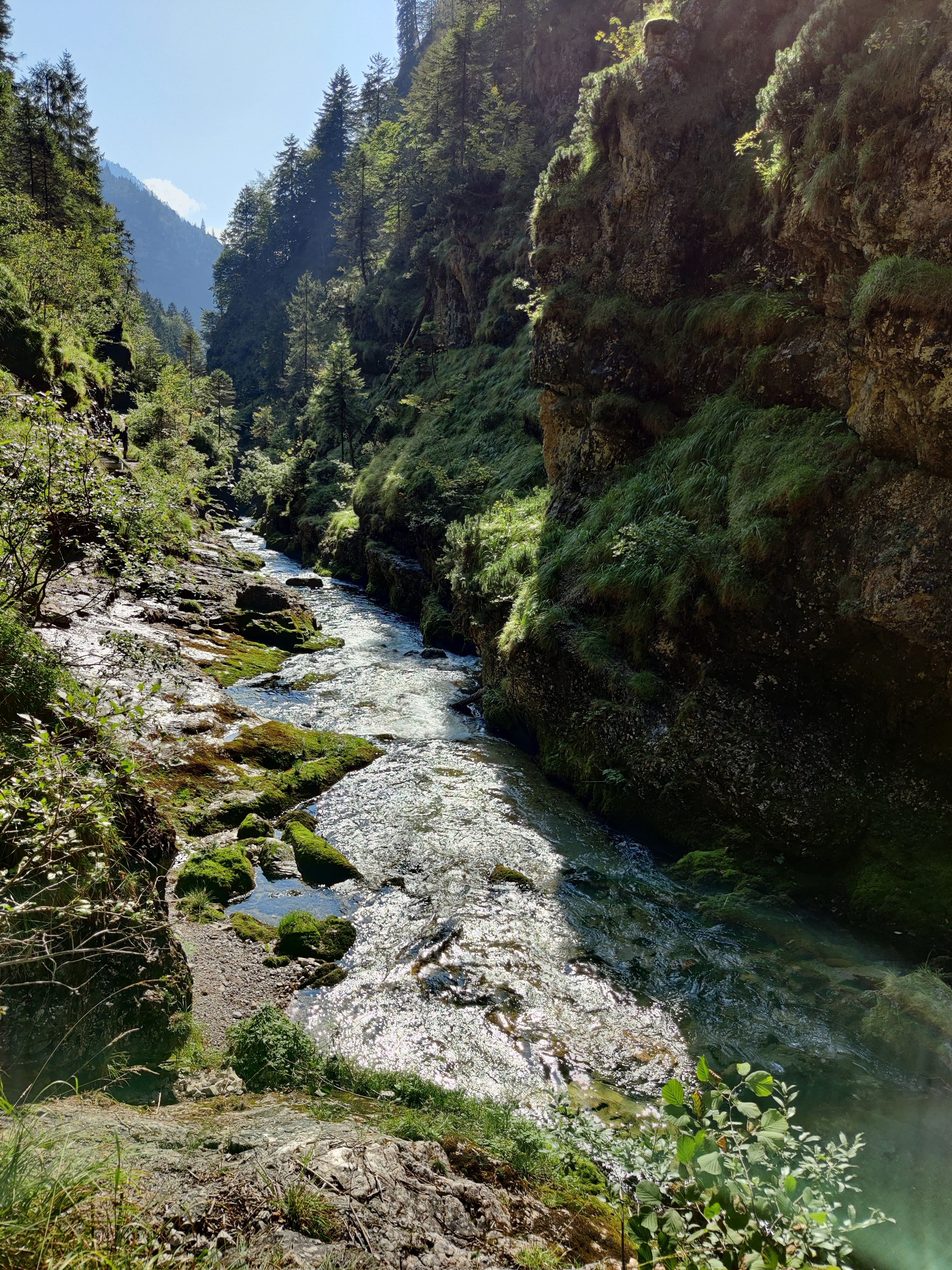

魏斯巴赫河是德國的河流，位於該國東南部，由巴伐利亞負責管轄，屬於薩拉赫河的左支流，河道全長8.6公里，流域面積40.2平方公里，河口處在施奈茨爾羅伊特附近。